# Pleiarina coluteoides
Pleiarina coluteoides là một loài thực vật có hoa trong họ Liễu. Loài này được (Mirb.) N. Chao & G.T. Gong miêu tả khoa học đầu tiên năm 1998.